# پست اوخ اینریکز تیدنینگر

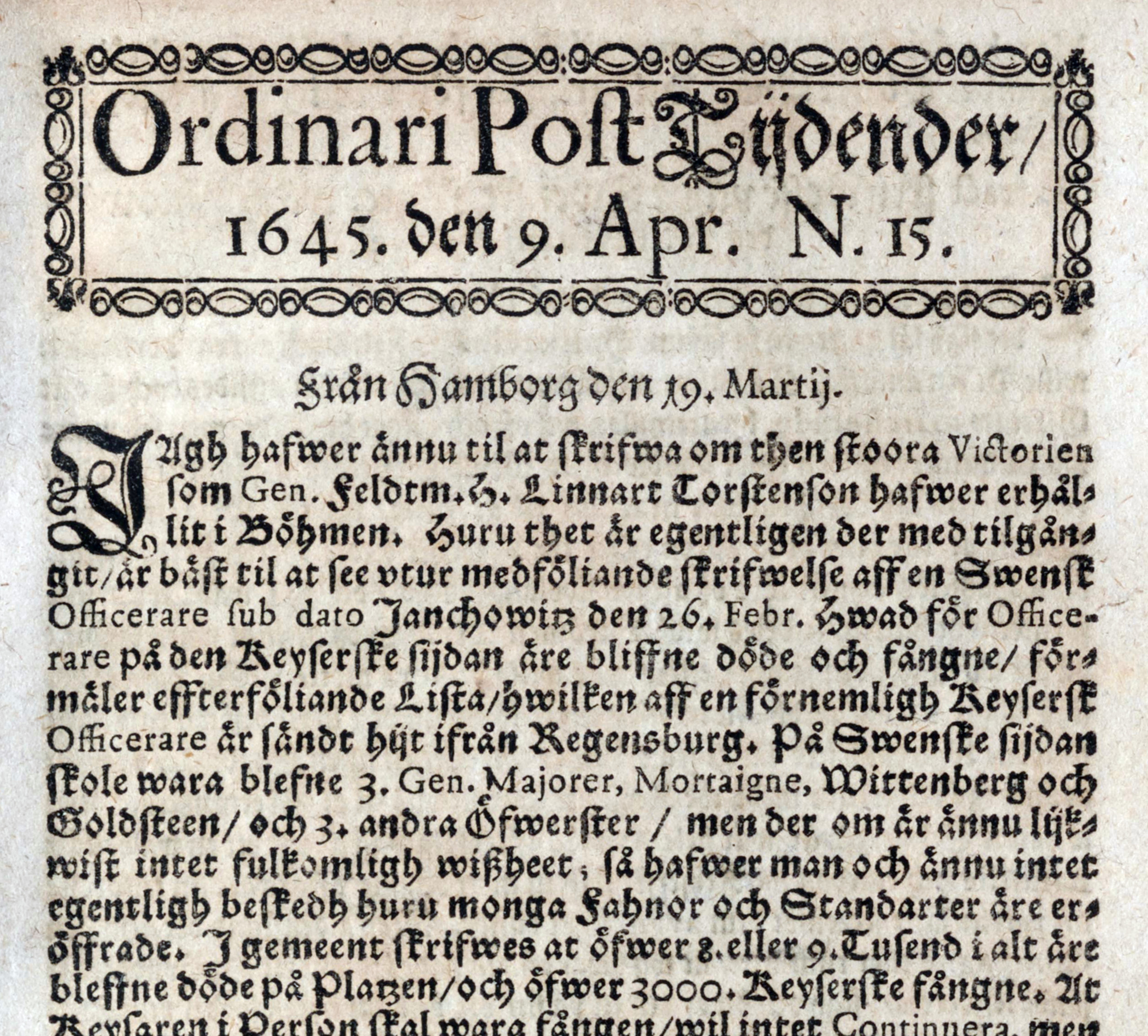
روزنامه در سال ۱۶۴۵

پست او اینریکِس تی‌نیگر (به سوئدی: Post-och inrikes Tidningar) نخستین روزنامه‌ای است که در سال ۱۶۴۵ در سوئد انتشار یافت. این روزنامه سوئدی قدیمی‌ترین روزنامه‌ای است که هنوز تا امروز و ظاهراً بدون وقفه به انتشار خود ادامه داده‌است. این روزنامه از روز اول ژانویه ۲۰۱۲ نسخه کاغذی خود را حذف کرد و تنها به نشر نسخه دیجیتال خود ادامه می‌دهد.
این روزنامه که از سال ۱۶۴۵ شروع به کار کرده‌است توسط کریستینا، ملکه سوئد راه‌اندازی شده بود و به عنوان قدیمی‌ترین روزنامه جهان محسوب می‌شود. در واقع قدیمی‌ترین تاریخچه روزنامه و خبرنگاری را می‌توان در این روزنامه جستجو کرد. هانس هلم سردبیر این روزنامه‌است.